# Ken-Kiuiol
Ken-Kiuiol (rus: Кенг-Кюёль; iacut: Киэҥ Күөл) és un poble de la República de Sakhà, a Rússia, que el 2018 tenia 205 habitants.